# Derval
 Derval  ist eine französische Gemeinde mit 3578 Einwohnern (Stand 1. Januar 2022) im Département Loire-Atlantique in der Region Pays de la Loire; sie gehört zum Arrondissement Châteaubriant-Ancenis und zum Kanton Guémené-Penfao.

## Lage
Die Gemeinde Derval liegt an der Grenze zum Département Ille-et-Vilaine, 45 Kilometer nördlich von Nantes. An der südlichen Gemeindegrenze verläuft der Fluss Don. Durch das Gemeindegebiet führen die Route nationale 137 (Europastraße 5) und die ehemalige Route nationale 775. Nachbargemeinden von Derval sind Grand-Fougeray im Norden, Mouais im Nordosten, Lusanger im Osten, Jans im Südosten, Marsac-sur-Don im Süden, Conquereuil im Westen sowie Pierric im Nordwesten.

## Bevölkerungsentwicklung
| Jahr                       | 1962 | 1968 | 1975 | 1982 | 1990 | 1999 | 2006 | 2012 | 2022 |
| Einwohner                  | 2702 | 2675 | 2591 | 2558 | 2558 | 2489 | 2981 | 3422 | 3578 |
| Quellen: Cassini und INSEE |      |      |      |      |      |      |      |      |      |

## Sehenswürdigkeiten
- Kirche Saint-Pierre-Saint-Paul
- Kapelle Saint-Michel
- Megalithen von Tertre Merais
- Turm Saint-Clair, Rest der Burg von Derval

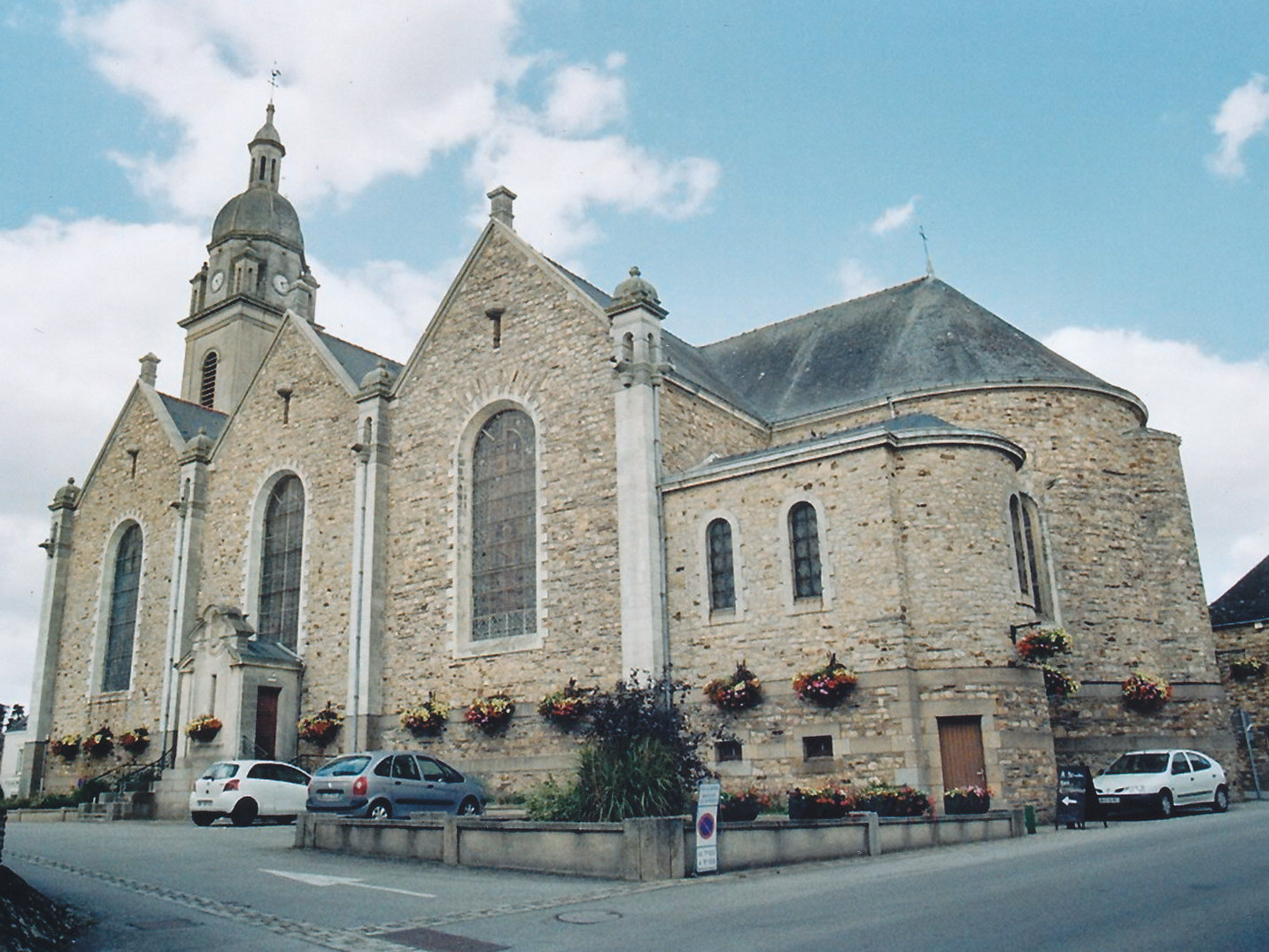
Kirche Saint-Pierre-Saint-Paul
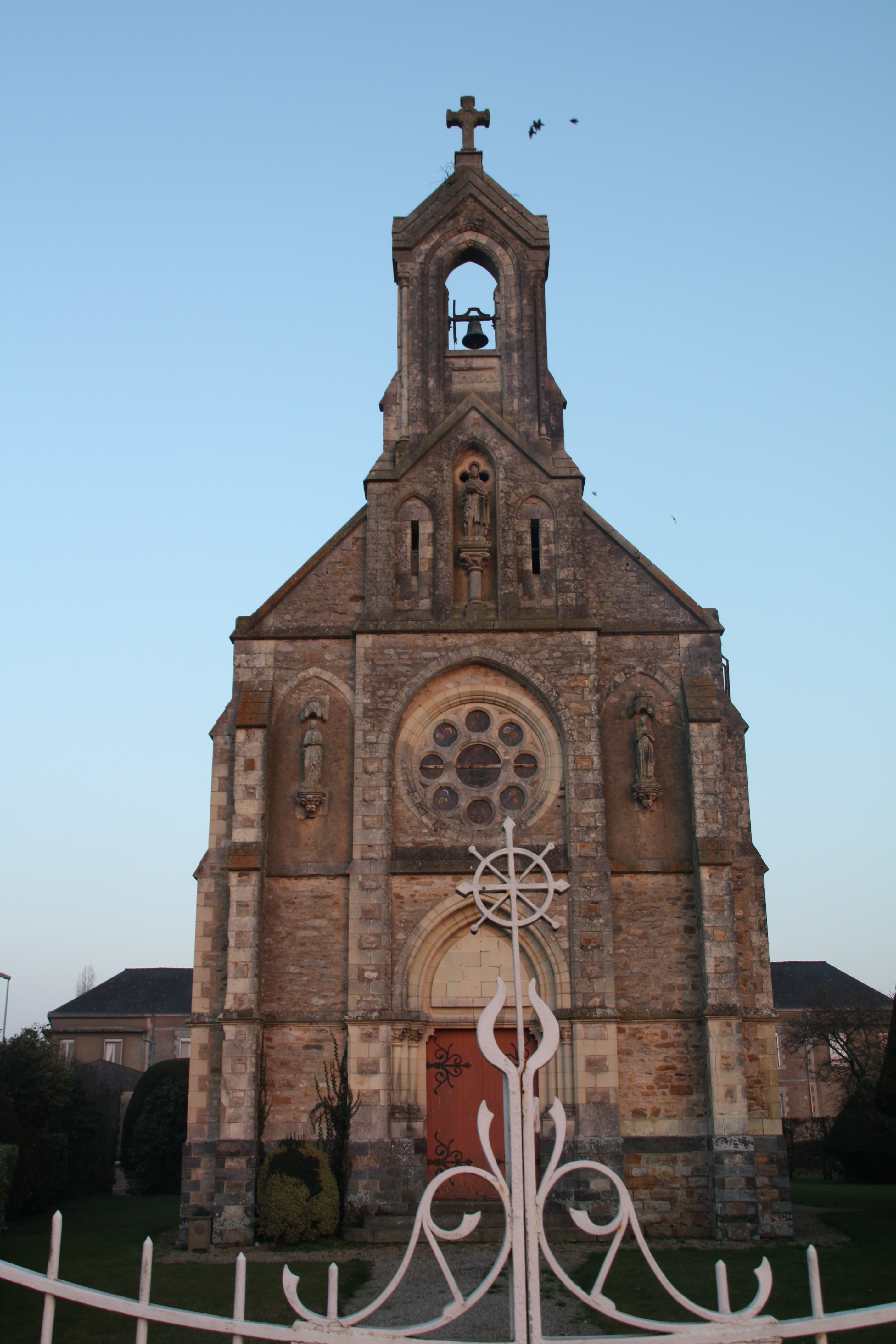
Kapelle Saint-Michel
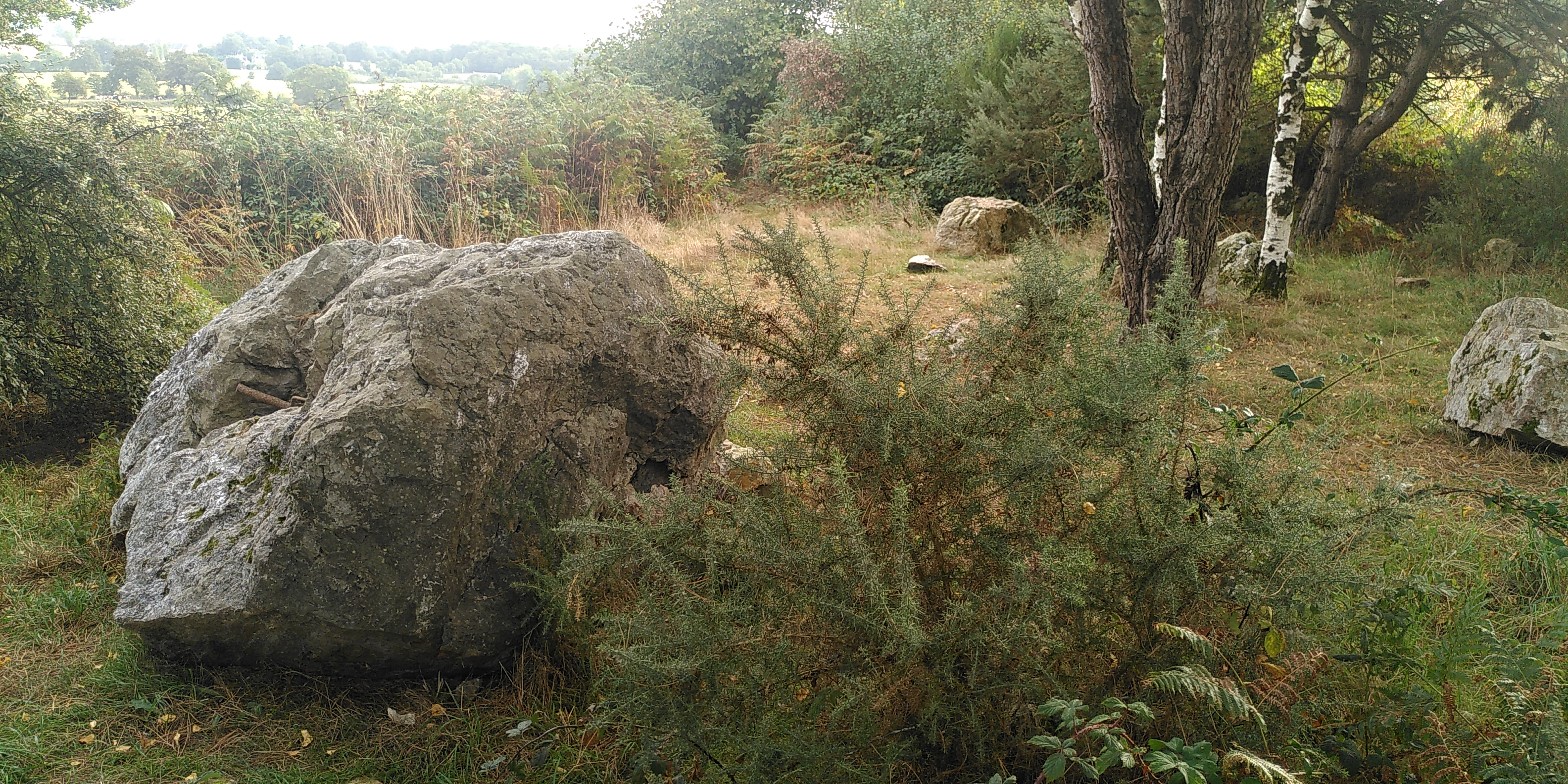
Megalithen von Tertre Merais
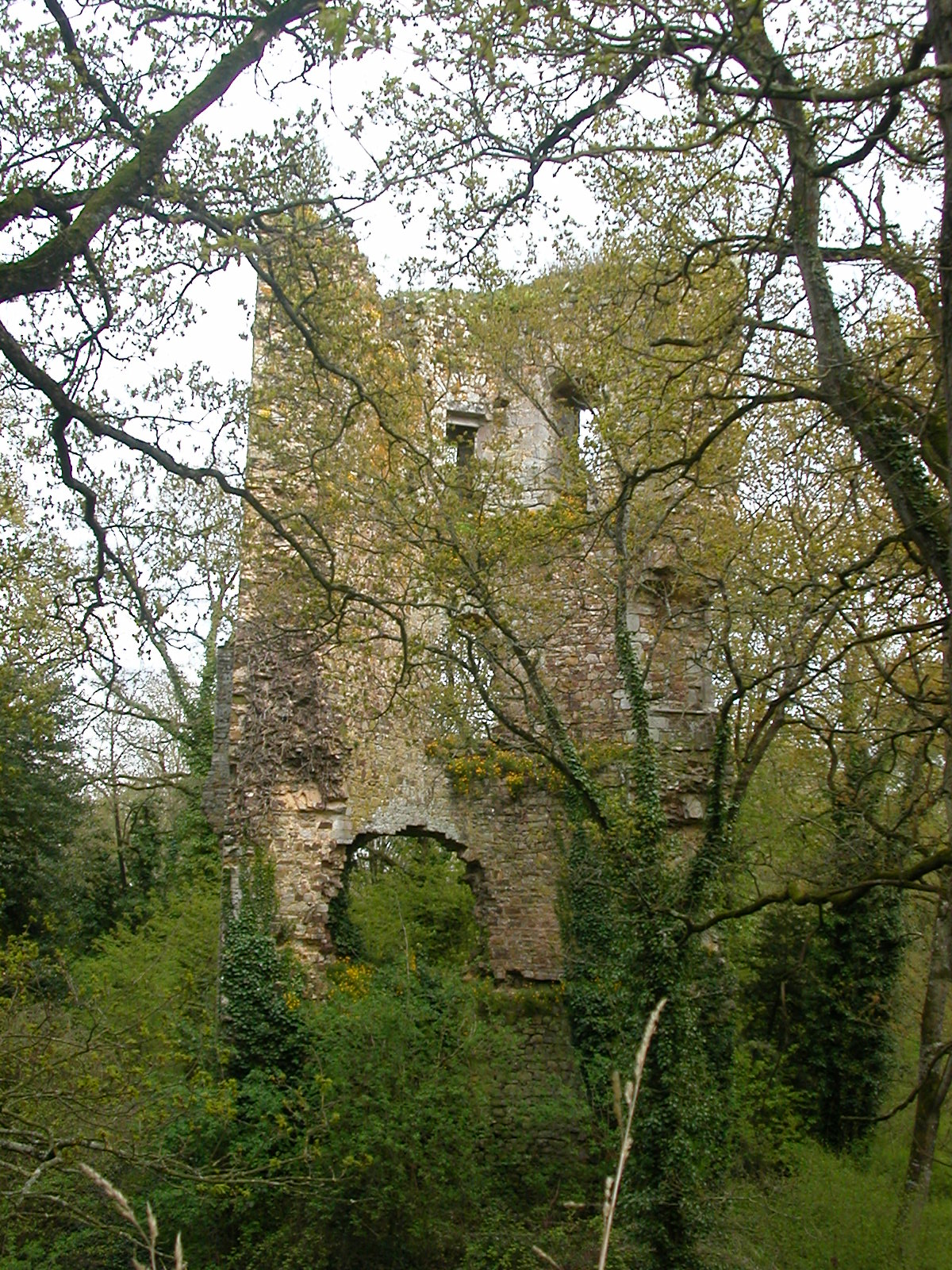
Turm Saint-Clair

## Persönlichkeiten
- Bonabes IV de Rougé († 1377), Sire de Rougé et de Derval